# Blame It on the Rain
Blame It on the Rain ist ein Lied von Milli Vanilli aus dem Jahr 1989, das von Diane Warren geschrieben und von Frank Farian produziert wurde. Das Lied wurde erstmals auf der US-Version des Debütalbums All or Nothing veröffentlicht, in Europa erschien es als Remix auf dem Album Girl You Know It’s True.

## Wissenswertes
Diane Warren hatte das Lied ursprünglich für The Jets geschrieben, die jedoch in letzter Minute entschieden, es nicht aufzunehmen. Daraufhin spielte sie es Clive Davis von Arista Records vor, der auf der Suche nach neuen Songs für Milli Vanilli war. Diane Warren kannte Milli Vanilli nicht und wollte, dass ihr Lied von Whitney Houston gesungen wird, doch Davis entschied sich für Milli Vanilli. Sein Plan war, für die US-Version des Debütalbums All or Nothing vier Stücke der europäischen Fassung durch neu aufgenommene Lieder zu ersetzen. Neben einer Coverversion von It’s Your Thing von den Isley Brothers nahm Frank Farian auch Blame It on the Rain auf. Anders als bei den Vorgängern Girl You Know It’s True und Baby Don’t Forget My Number verwendete man hier erstmals als Drumcomputer eine Roland TR-808. 
Die Veröffentlichung fand am 13. Juli 1989 statt, in den Vereinigten Staaten war es kurz vor ihrem Ghostsänger-Skandal ihr letzter Nummer-eins-Hit. Diane Warren, Autorin des Liedes, gab an, dass sie der Skandal wenig berührt habe, da es ihr als Songwriterin gleichgültig sei, wer ihre Lieder singt, es komme ihr nur darauf an, dass ihr das Ergebnis gefällt.

## Kommerzieller Erfolg

### Chartplatzierungen
| ChartsChartplatzierungen       | Höchstplatzierung | Wochen |
| ------------------------------ | ----------------- | ------ |
| Deutschland (GfK)              | 3 (23 Wo.)        | 23     |
| Österreich (Ö3)                | 8 (20 Wo.)        | 20     |
| Schweiz (IFPI)                 | 22 (4 Wo.)        | 4      |
| Vereinigte Staaten (Billboard) | 1 (21 Wo.)        | 21     |
| Vereinigtes Königreich (OCC)   | 47 (13 Wo.)       | 13     |

| ChartsJahrescharts (1989)      | Platzierung |
| ------------------------------ | ----------- |
| Deutschland (GfK)              | 28          |
| Österreich (Ö3)                | 28          |
| Vereinigte Staaten (Billboard) | 21          |

### Auszeichnungen für Musikverkäufe
| Land/Region               | Auszeichnungen für Musikverkäufe (Land/Region, Auszeichnung, Verkäufe) | Verkäufe  |
| ------------------------- | ---------------------------------------------------------------------- | --------- |
| Australien (ARIA)         | Gold                                                                   | 35.000    |
| Kanada (MC)               | Gold                                                                   | 50.000    |
| Neuseeland (RMNZ)         | Gold                                                                   | 5.000     |
| Schweden (IFPI)           | Gold                                                                   | 25.000    |
| Vereinigte Staaten (RIAA) | Platin                                                                 | 1.000.000 |
| Insgesamt                 | 4× Gold · 1× Platin ·                                                  | 1.115.000 |

## Coverversionen
- 1992: Weird Al Yankovic (The Plumbing Song)
- 2000: Fab Morvan